# Кирнеценій-Ной
Кирнеценій-Ной (рум. Cîrnăţenii  Noi) — село в Молдові в Каушенському районі. Є адміністративним центром однойменної комуни, до якої також входить село Селкуца-Ноуе. 
| Молдова | Це незавершена стаття з географії Молдови. Ви можете допомогти проєкту, виправивши або дописавши її. |